# Thierry Vigneron

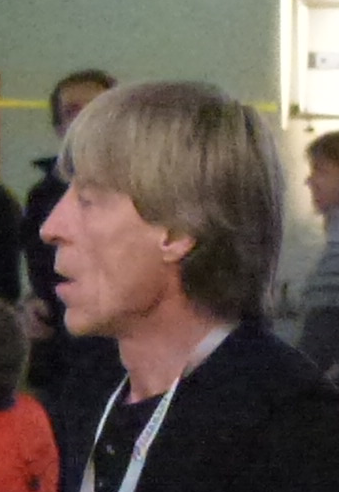
Thierry Vigneron es un atleta francés, especializado en la prueba de salto con pértiga en la que llegó a ser subcampeón mundial en 1987.

Thierry Vigneron (Gennevilliers, Altos del Sena, 9 de marzo de 1960) es un atleta francés, especializado en la prueba de salto con pértiga en la que llegó a ser subcampeón mundial en 1987.

## Carrera deportiva
En el Mundial de Roma 1987 ganó la medalla de plata en salto con pértiga, con un salto de 5.80 metros, quedando en el podio tras el soviético Sergei Bubka (oro con 5.85 metros) y por delante de otro soviético Rodion Gataullin (bronce también con 5.80 metros pero en más intentos).